# Šifriranje z mrežo
Šifriranje z mrežo je ena od metod kriptografske zaščite sporočila. Uporabljata se predvsem naslednji dve metodi.

## Samo del besedila je sporočilo
Pošiljatelj in prejemnik imata enak list papirja ali kartona, na katerih so posamezni deli (na obeh isti) izrezani. Izrezi so veliki za eno ali več črk. V te izreze se vpiše dejansko sporočilo, vmesna prazna mesta pa dopolni pošiljatelj tako, da skupaj s tekstom sporočila dobi neko običajno besedilo. To besedilo se pošlje kot običajno pismo. Smisel tega šifriranja je v tem, da cenzor (na primer med vojno ali v zaporu) v tem besedilu ne prepozna drugega (skritega) sporočila. Zato je izredno važna spretnost pošiljatelja sporočila pri dopolnjevanju skritega sporočila v končno besedilo.

## Mreža za zamenjavo vrstnega reda znakov
Uporabi se kvadratna matrika, na primer 10 × 10 polj. Osnovna matrika se razdeli na 4 enake kvadrante. Polja v vsakem kvadrantu se oštevilčijo po spodnjem vzorcu.
```
        ->
    01 02 03 
04
 
05
 21 16 11 
06
 
01

    06 07 08 09 
10
 
22
 17 
12
 07 02
    
11
 12 13 14 15 23 18 13 08 03 |
    
16
 17 18 19 
20
 24 
19
 14 09 04 V
    
21
 22 23 24 
25
 25 20 
15
 10 05
    05 10 15 20 25 25 24 
23
 22 21
    04 
09
 14 19 
24
 20 19 
18
 17 16
 Λ  03 08 
13
 18 23 15 
14
 13 12 11
 |  
02
 
07
 12 
17
 22 10 09 
08
 07 06
    01 06 11 16 21 05 04 
03
 02 01
                          <-
```

Sedaj se iz osnovne matrike izrežejo kvadrati s številkami in sicer vsaka številka enkrat in samo enkrat. Primer takih »lukenj« je označen s poudarjeno pisavo.
Tako mrežo z izrezanimi luknjami morata imeti pošiljatelj in prejemnik sporočila.
Pošiljatelj položi mrežo na papir in vpiše začetek besedila v izrezane luknje. Ko je vnesel vseh 25 znakov, zavrti mrežo za pol obrata in nadaljuje z vnosom besedila. Tako nadaljuje v vseh štirih položajih mreže. Če na koncu »zmanjka« besedila (niso polna vsa polja), mora nadaljevati z vnosom poljubnega besedila. Po istem postopku prejemnik prebere besedilo.